# Doctor of Business Administration
De graad Doctor of Business Administration (gewoonlijk afgekort als D.B.A., DBA, DrBA of Dr.B.A) kan men behalen op basis van onderzoek en studie in de bedrijfskunde. De D.B.A. is de hoogste te behalen graad in de bedrijfskunde. De graad is vergelijkbaar met PhD en is doorgaans vereist om een betrekking te krijgen als universitair docent, al dan niet als onderdeel van een tenure track, een aan veel universiteiten gebruikelijke route naar het hoogleraarschap.  Net als bij andere doctoraten, wordt aan personen met deze graad de academische titel doctor toegekend, die vaak wordt aangegeven als "dr." of met de achter de naam geplaatste letters "DBA" of "PhD".